# Gustav Ecke
Gustav Emil Wilhelm Ecke (Bonn, 1909. március 9. – 2003. november 3.) német származású, amerikai művészettörténész, sinológus.

## Élete és munkássága
Ecke Németországban született. Apja, akit ugyancsak Gustac Eckének (1855–1920) a Bonni Egyetem teológia professzora volt. Ecke 1922-ben szerzett művészettörténészi doktori fokozatot a franciául írt, a szürrealizmusról szóló disszertációjával. 1923-ban az Amoji Egyetemen (Fucsien) oktatói állást kínáltak neki, majd öt évvel később már a pekingi Csinghua Egyetemen tanított, majd pedig a Fuzsen Katolikus Egyetemen is megfordult. Egyik alapító szerkesztője volt a Monumenta Serica című sinológiai szakfolyóiratnak. 1945-ben feleségül vette a kínai Beatrice Tseng Yuhot, akivel 1949-ben áttelepültek Hawaiira. A Honolului Művészeti Akadémia keleti művészetért felelős kurátora volt egészen az 1971-ben bekövetkezett haláláig.

## Főbb művei
- (1935) Paul Demiéville-lel. The twin pagodas of Zayton; a study of later Buddhist sculpture in China. Cambridge, MA: Harvard University Press
- (1944). Chinese domestic furniture. Peking: H. Vetch
- (1965). Chinese painting in Hawaii, in the Honolulu Academy of Arts and in private collections. Honolulu: University Academy of Arts
- (1962). Chinese domestic furniture. Rutland, Vt: C.E.Tuttle Co. ISBN 0804800987
- (1986). Chinese domestic furniture in photographs and measured drawings. New York: Dover Publications. ISBN 0486251713